# Carsten Mannhardt
Carsten Mannhardt (* 7. Juni 1930 in Amsterdam, Niederlande; † 14. April 2020) war ein deutscher Architekt und ehemaliger Präsident der Architektenkammer Niedersachsen.

## Leben
Carsten Mannhardt wuchs in Berlin auf, bevor er als Jugendlicher kurz nach dem Ende des Zweiten Weltkriegs 1946 nach Hannover kam. Dort absolvierte er zunächst eine Lehre als Tischler und studierte anschließend an der Technischen Hochschule Hannover Architektur.
Ab 1957 arbeitete Mannhardt zunächst als angestellter Architekt, bevor er sich 1964 selbstständig machte. Schwerpunktmäßig plante er insbesondere Schulgebäude, Gesundheitseinrichtungen, Industriebauten und Wohnanlagen.
1971 wurde Mannhardt Mitglied der Vertreterversammlung und des Vorstandes der Architektenkammer Niedersachsen, 1974 wurde er als Nachfolger von Friedrich Lindau zu deren Präsident gewählt. Die 16 Jahre in diesem Amt waren insbesondere geprägt von der Arbeit an der Basis in den Regionen, der Einführung des Versorgungswerks, der Anpassung des Niedersächsischen Architektengesetzes an die EU-Richtlinie, der Durchführung des ersten Architektentags, der im Rahmen der Baufachmesse durchgeführt wurde, Constructec sowie die Novelle der niedersächsischen Bauordnung im Jahr 1984.
Nachdem Mannhardt für die Architektenkammer zunächst das Gebäude Hindenburgstraße 26 erworben hatte, ermöglichte dessen späterer Verkauf den Umzug in das Laveshaus als neuen Sitz der Kammer.
1995 legte Mannhardt sein Mandat in der Vertreterversammlung nieder, wirkte in der Architektenkammer jedoch weiterhin im Kuratorium der Stiftung zur Förderung des beruflichen Nachwuchses.

## Bauten und Entwürfe (Auswahl)
- bis 1970, mit Gerhard Werner: Rathaus Bemerode[5]
- 1986–1987, gemeinsam mit Ulf Wollin: Umbau und Erneuerung des Landschaftlichen Hauses in Hannover, Rathenaustraße 2[6]
- Schulzentrum in Hannover-Badenstedt[1]
- AOK-Verwaltung in Hildesheim[1]